# Фред Лоуренс Віппл
Фред Лоуренс Віппл (англ. Fred Lawrence Whipple; 5 листопада 1906 — 30 серпня 2004) — американський астроном, член Національної АН США (1959).

## Наукова біографія
Народився в Ред-Оук (штат Айова). У 1927 році закінчив Каліфорнійський університет у Лос-Анджелесі. У 1927—1929 викладав у Каліфорнійському університеті в Берклі, в 1930—1931 працював у Лікській обсерваторії. З 1931 року працював у Гарвардському університеті і Гарвардській обсерваторії (у 1950—1977 роках — професор астрономії). Упродовж 1955—1973 років був директором Смітсонівської астрофізичної обсерваторії.
Наукові роботи присвячені вивченню комет, метеорів, планетарних туманностей, проблемам еволюції зірок і Сонячної системи. Відкрив шість нових комет; одна з них, періодична комета 1933 V, названа ім'ям Віппла. Запропонував модель ядра комети як суміші льодів з вкрапленнями частками метеорної речовини. Виконав численні дослідження верхньої атмосфери шляхом фотографічних і радіоспостережень метеорів; в 1962—1973 роках керував програмою фотографування метеорів і пошуків впалих на поверхню Землі метеоритів, яка здійснювалася Національним управлінням США з аеронавтики і дослідження космічного простору (НАСА). У 1958—1972 роках був науковим консультантом НАСА і керівником багатьох інших робіт цієї організації: служби оптичного стеження за штучними супутниками Землі, проектів довгострокових орбітальних астрономічних станцій тощо. Віппл — один з перших астрономів, котрі оцінили результати піонерських радіоастрономічних досліджень Карла Янського; спільно з Дж. Л. Грінстейном він теоретично розглянув можливу природу спостереженого Янським космічного радіовипромінювання.
На російську мову перекладена (1948, 1967, 1984) книга Віппла «Земля, Місяць і планети».
Член багатьох академій наук і наукових товариств.
Медалі Дж. Лоуренса Сміта (1949) та Донохью Національної АН США, медаль Льєжського університету (1960), премія «Спейс флайт» Американського астронавтичного товариства (1961), медаль Ф. Леонарда Американського метеоритного товариства (1970), Золота медаль Лондонського королівського астрономічного товариства (1983), медаль Кетрін Брюс (1986).
Астероїд 1940 Whipple названий його ім'ям.